# Paniqui
Paniqui é um município de  primeira classe de renda municipal (d) na província Tarlac, nas Filipinas. De acordo com o censo de 1 de maio  de  2020 possui uma população de 103 003 pessoas e 24 942 domicílios.
Geograficamente, Paniqui está situada entre as cidades de Gerona, no sul e no norte de Moncada. Paniqui veio da palavra "paniki" que significa "morcego" em Tagalog. A cidade tem por características cavernas que abrigam uma grande população de morcegos.

## Bairros
Paniqui é politicamente dividiva em 35 bairros.
- Abogado
- Acocolao
- Aduas
- Apulid
- Balaoang
- Barang
- Brillante
- Burgos
- Cabayaoasan
- Canan
- Carino
- Cayanga
- Colibangbang
- Coral
- Dapdap
- Estacion
- Mabilang
- Manaois
- Matalapitap
- Nagmisaan
- Nancamarinan
- Nipaco
- Patalan
- Poblacion Norte
- Poblacion Sur
- Rang-ayan
- Salomague
- Samput
- San Carlos
- San Isidro
- San Juan de Milla
- Santa Ines
- Sinigpit
- Tablang
- Ventenilla